# Triphora
Triphora is een geslacht van orchideeën uit de onderfamilie Epidendroideae.
Het zijn kleine tot zeer kleine terrestrische orchideeën met efemere (eendaagse) bloemen, afkomstig uit Noord-, Midden- en Zuid-Amerika.

## Naamgeving en etymologie
De botanische naam Triphora is afkomstig uit het Oudgriekse tri (drievoudig) en phoros (dragend), wat mogelijk slaat op het gering aantal bloemen in de bloeiwijze, of op de drie kammen op de bloemlip van de typesoort.

## Kenmerken
Triphora-soorten zijn kleine tot zeer kleine (3 tot 25 cm) planten, met kleine, afwisselend staande lancetvormige tot ovale bladeren. Een soort is epiparasitisch en heeft een oranje gekleurde stengel met slechts rudimentaire bladeren.
De bloeiwijze is een eindstandige, ijle tros met een of enkele kleine bloemen. Kelkbladen en kroonbladen zijn ongelijk, vrijstaand, de kelkbladen lancetvormig tot ovaal, de kroonbladen smaller. De lip is drielobbig, met gekartelde randen. De middenlob draagt een callus met drie lijnen of kammen in de lengte en heeft een klauwvormige top. Het gynostemium is slank, de enige meeldraad staat rechtop en draagt twee zachte, melige pollinia.
De meeste Triphora-soorten groeien in kleine, versnipperde populaties. Ze vertonen synchrone, efemere (eendaagse) bloei: alle bloemen van een populatie openen zich op dezelfde dag en verwelken ook diezelfde dag. Dit gedrag bevordert de kans op wederzijdse bestuiving; solitaire planten worden zelden bestoven.

## Habitat en verspreiding
Triphora-soorten groeien op de bodem in schaduwrijke bossen, van Noord- over Midden- tot in Zuid-Amerika.

## Soorten
Het geslacht telt achttien soorten. de typesoort is Triphora trianthophora.
- Triphora amazonica Schltr. (1925)
- Triphora carnosula (Rchb.f.) Schltr. (1925)
- Triphora craigheadii Luer (1966)
- Triphora debilis (Schltr.) Schltr. (1921)
- Triphora duckei Schltr. (1925)
- Triphora foldatsii Carnevali (1984)
- Triphora gentianoides (Sw.) Nutt. ex Ames & Schltr. (1922)
- Triphora hassleriana (Cogn. ex Chodat & Hassl.) Schltr. (1925)
- Triphora heringeri Pabst (1967)
- Triphora miserrima (Cogn.) Acuña (1938)
- Triphora nitida (Schltr.) Schltr. (1921)
- Triphora pusilla (Rchb.f. & Warm.) Schltr. (1925)
- Triphora ravenii (L.O.Williams) Garay (1978)
- Triphora santamariensis Portalet (2006)
- Triphora surinamensis (Lindl. ex Benth.) Britton (1924)
- Triphora trianthophora (Sw.) Rydb. (1901)
- Triphora wagneri Schltr. (1921)
- Triphora yucatanensis Ames (1922)